# Sphenodesmus occidentalis
Sphenodesmus occidentalis är en mångfotingart som beskrevs av Jeekel 1965. Sphenodesmus occidentalis ingår i släktet Sphenodesmus och familjen Gomphodesmidae. Inga underarter finns listade i Catalogue of Life.